# Фармвілл (Вірджинія)
Фармвілл (англ. Farmville) — місто (англ. town) в США, в округах Принс-Едвард і Камберленд штату Вірджинія. Населення — 7473 особи (2020).

## Географія
Фармвілл розташований за координатами 37°17′51″ пн. ш. 78°23′58″ зх. д. / 37.29750° пн. ш. 78.39944° зх. д. (37.297458, -78.399326).  За даними Бюро перепису населення США в 2010 році місто мало площу 19,00 км², з яких 18,66 км² — суходіл та 0,34 км² — водойми.

## Демографія
Згідно з переписом 2010 року, у місті мешкало 8216 осіб у 2634 домогосподарствах у складі 1162 родин. Густота населення становила 432 особи/км².  Було 2885 помешкань (152/км²).
Расовий склад населення:
| - 72,3 % — білих - 23,8 % — чорних або афроамериканців - 1,2 % — азіатів - 0,4 % — корінних американців - 0,1 % — вихідців з тихоокеанських островів |

До двох чи більше рас належало 1,5 %. Частка іспаномовних становила 2,3 % від усіх жителів.
За віковим діапазоном населення розподілялося таким чином: 12,9 % — особи молодші 18 років, 75,2 % — особи у віці 18—64 років, 11,9 % — особи у віці 65 років та старші. Медіана віку мешканця становила 22,2 року. На 100 осіб жіночої статі у місті припадало 68,9 чоловіків;  на 100 жінок у віці від 18 років та старших — 64,9 чоловіків також старших 18 років.
Середній дохід на одне домашнє господарство  становив 45 583 долари США (медіана — 33 297), а середній дохід на одну сім'ю — 53 102 долари (медіана — 40 026). Медіана доходів становила 44 330 доларів для чоловіків та 34 926 доларів для жінок. За межею бідності перебувало 34,1 % осіб, у тому числі 39,2 % дітей у віці до 18 років та 15,1 % осіб у віці 65 років та старших.
Цивільне працевлаштоване населення становило 2957 осіб. Основні галузі зайнятості: освіта, охорона здоров'я та соціальна допомога — 37,2 %, мистецтво, розваги та відпочинок — 19,7 %, роздрібна торгівля — 12,2 %, публічна адміністрація — 6,6 %.